# Romain Amalfitano
Pour les articles homonymes, voir Amalfitano.
Romain Amalfitano, né le 27 Août 1989 à Nice, est un footballeur français qui évolue au poste de milieu de terrain. 
Il est le fils de l'ancien joueur du LB Châteauroux, Roger Amalfitano. Son frère aîné, Morgan Amalfitano, exerce la même profession.

## Biographie

### Formation à Châteauroux (2006-2009)
Après un passage à l'AS Cannes, Romain Amalfitano intègre le centre de formation de La Berrichonne de Châteauroux en 2006 où il suit toute sa formation jusqu'en 2009, année durant laquelle il s'engage en faveur d'Évian Thonon-Gaillard.

### Évian Thonon Gaillard (2009-2010)
Il commence sa carrière en professionnel à Évian Thonon Gaillard, où il effectue une saison correcte en participant à 28 rencontres. À l'issue de la saison, les Haut-Savoyards sont sacrés champions de France de National.
Libéré de tout contrat en 2010, il décide de s'engager pour deux ans avec le Stade de Reims fraichement promu en Ligue 2.

### Stade de Reims (2010-2012)
À Reims, il devient titulaire dans l'effectif sur le front offensif dès sa première saison et maintient le Stade de Reims, fraîchement promu de National, en Ligue 2 à une très honorable dixième place à l'issue de la saison 2010-2011. Il effectue une saison pleine en participant à 40 rencontres toutes compétitions confondues (7 buts). Sa seconde saison dans le club de la Marne est moins prolifique puisqu'il prend part à 28 matchs et marque 3 buts.

### Newcastle United (2012-2014)
En fin de contrat à Reims, Romain Amalfitano est officiellement recruté par Newcastle United le 23 mai 2012, le transfert prenant effet le 1er juillet suivant. Le 23 août 2012, il prend part à son premier match avec les Magpies à l'occasion du barrage aller de la Ligue Europa face au club grec de l'Atromitos FC.

### Dijon FCO (2014-2020)
Le 4 septembre 2013, le DFCO officialise le prêt d'un an de Romain Amalfitano en provenance de Newcastle. Il retrouve donc la Ligue 2 pour la saison 2013-2014. À la fin de la saison, il signera pour trois ans avec ce club après avoir résilié son contrat avec Newcastle. Dijon retrouve la Ligue 1 au terme de la saison 2015-2016, au cours de laquelle Romain Amalfitano inscrit 3 buts et réalise 5 passes décisives. Il joue le premier match de sa carrière dans l'élite du football français contre le Football Club de Nantes le 13 août 2016. Jusqu'alors souvent remplaçant, il gagne sa place de titulaire en fin de saison en jouant plus bas sur le terrain, en tant que milieu de terrain défensif ou relayeur. Lors de la saison 2017-2018, il est le joueur de champ le plus utilisé par Olivier Dall'Oglio. Il est l'un des grands artisans de la belle saison du DFCO, qui termine à la onzième place de Ligue 1, à ce jour le meilleur classement de l'histoire du club. Il est élu meilleur joueur de la saison par les supporters dijonnais.
Lors de la saison 2018-2019, il est avec Frédéric Sammaritano l'un des deux délégués syndicaux de l'UNFP au sein du DFCO.
Le 25 octobre 2020, il quitte le Dijon FCO après sept saisons au sein du club. Il y aura disputé 230 matches toutes compétitions confondues, inscrivant 6 buts et délivrant 12 passes décisives.

### Al Faisaly (2020-2022)
Le 25 octobre 2020, il rejoint l'Arabie saoudite en s'engageant à Al Faisaly. Il y retrouve notamment Júlio Tavares, avec qui il a joué à Dijon durant plusieurs saisons.

### Western Sydney Wanderers (2022-2023)
Le 5 juin 2022, il s'engage en faveur de Western Sydney Wanderers en Australie.

## Palmarès
- Évian Thonon-Gaillard
  - Champion de France de National en 2010.

## Statistiques
| Saison                | Club                  | Championnat           | Championnat | Championnat | Coupe nationale | Coupe nationale | Coupe de la Ligue | Coupe de la Ligue | Compétition(s) continentale(s) | Compétition(s) continentale(s) | Compétition(s) continentale(s) | Total | Total |
| Saison                | Club                  | Division              | M.          | B.          | M.              | B.              | M.                | B.                | Comp.                          | M.                             | B.                             | M.    | B.    |
| 2009-2010             | Évian Thonon Gaillard | National              | 21          | 3           | 6               | 1               | -                 | -                 | -                              | -                              | -                              | 27    | 4     |
| Sous-total            | Sous-total            | Sous-total            | 21          | 3           | 6               | 1               | -                 | -                 | -                              | -                              | -                              | 27    | 4     |
| 2010-2011             | Stade de Reims        | Ligue 2               | 32          | 3           | 6               | 4               | 2                 | 0                 | -                              | -                              | -                              | 40    | 7     |
| 2011-2012             | Stade de Reims        | Ligue 2               | 26          | 3           | 1               | 0               | 1                 | 0                 | -                              | -                              | -                              | 28    | 3     |
| Sous-total            | Sous-total            | Sous-total            | 58          | 6           | 7               | 4               | 3                 | 0                 | -                              | -                              | -                              | 68    | 10    |
| 2012-2013             | Newcastle United      | Premier League        | -           | -           | -               | -               | -                 | -                 | C3                             | 5                              | 0                              | 5     | 0     |
| Sous-total            | Sous-total            | Sous-total            | -           | -           | -               | -               | -                 | -                 | -                              | 5                              | 0                              | 5     | 0     |
| 2013-2014             | Dijon FCO (prêt)      | Ligue 2               | 24          | 2           | 3               | 0               | -                 | -                 | -                              | -                              | -                              | 27    | 2     |
| 2014-2015             | Dijon FCO             | Ligue 2               | 28          | 1           | 2               | 0               | 1                 | 0                 | -                              | -                              | -                              | 31    | 1     |
| 2015-2016             | Dijon FCO             | Ligue 2               | 35          | 3           | -               | -               | 4                 | 0                 | -                              | -                              | -                              | 39    | 3     |
| 2016-2017             | Dijon FCO             | Ligue 1               | 26          | 0           | 2               | 0               | 1                 | 0                 | -                              | -                              | -                              | 29    | 0     |
| 2017-2018             | Dijon FCO             | Ligue 1               | 33          | 0           | 1               | 0               | 1                 | 0                 | -                              | -                              | -                              | 35    | 0     |
| 2018-2019             | Dijon FCO             | Ligue 1               | 32+1        | 0+0         | 3               | 0               | 2                 | 0                 | -                              | -                              | -                              | 38    | 0     |
| 2019-2020             | Dijon FCO             | Ligue 1               | 26          | 1           | 2               | 0               | 1                 | 0                 | -                              | -                              | -                              | 29    | 1     |
| 2020-2021             | Dijon FCO             | Ligue 1               | 2           | 0           | -               | -               | -                 | -                 | -                              | -                              | -                              | 2     | 0     |
| Sous-total            | Sous-total            | Sous-total            | 207         | 7           | 13              | 0               | 10                | 0                 | -                              | -                              | -                              | 230   | 7     |
| Total sur la carrière | Total sur la carrière | Total sur la carrière | 286         | 16          | 26              | 5               | 13                | 0                 | -                              | 5                              | 0                              | 330   | 21    |